# Exapion fuscirostre

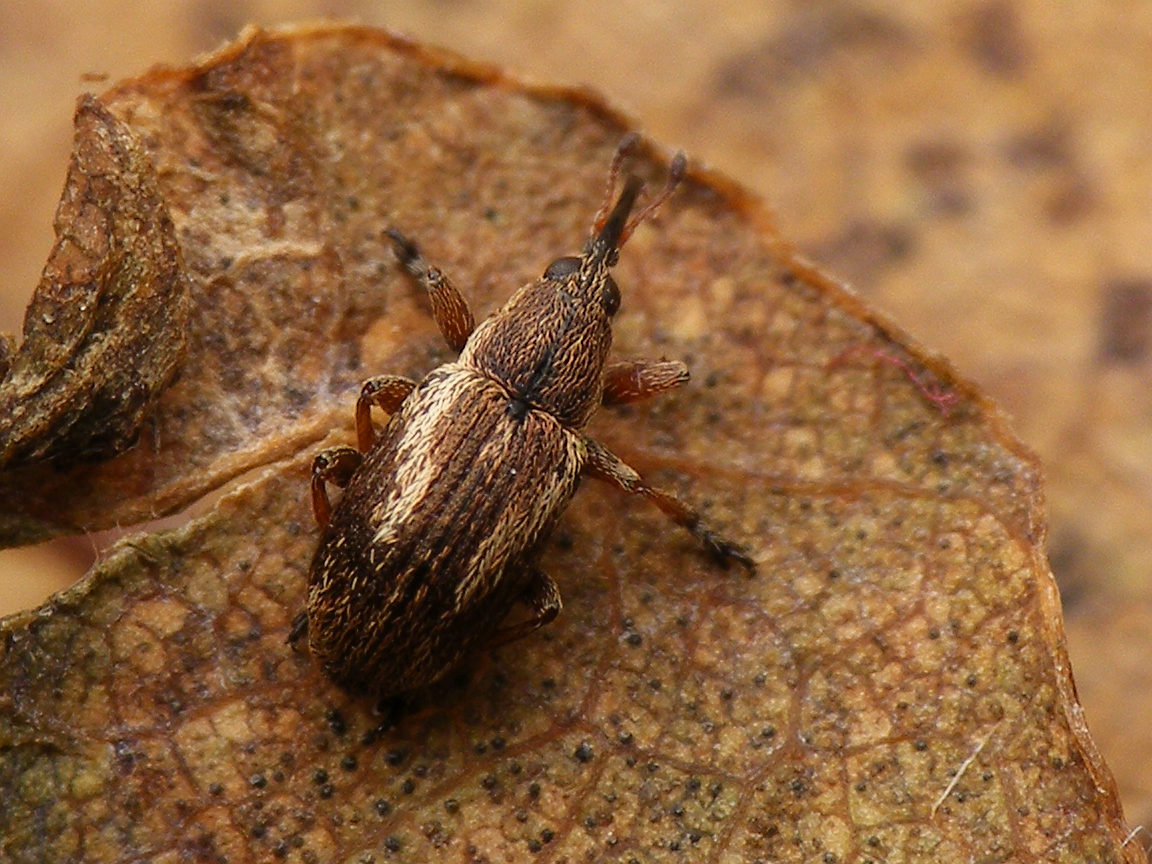
Dorsalansicht

Exapion fuscirostre, deutsch gelegentlich als Besenginster-Spitzmausrüssler bezeichnet, ist ein Käfer aus der Familie der Brentidae, Unterfamilie Apioninae, die in die Verwandtschaft der Rüsselkäfer gehört. Das Art-Epitheton leitet sich aus dem Lateinischen ab: fuscus für „braun“ oder „schwarz“, rostre für „Rüssel“ (Rostrum).

## Merkmale
Die Käfer erreichen eine Körperlänge von 2,4 bis 3 Millimetern. Sie besitzen eine länglich-ovale Gestalt. Die Flügeldecken sind schmal und gestreckt. Kopf, Halsschild und Flügeldecken sind rötlich bis braun gefärbt. Über die Flügeldecken verläuft von der Schulterbeule ausgehend eine hell beschuppte Schrägbinde nach hinten. Der Rüssel wird zur Spitze hin deutlich dünner. Nahe der Rüsselbasis befinden sich die rostrot gefärbten Fühler. Dort befindet sich auch ein nach unten gerichteter Zahn, der bei den Weibchen auch eine gerundete Verdickung darstellen kann. Die Beine sind rostrot gefärbt. Die Fühlerkeule sowie die Trochanter und der basale Teil der Femora sind angedunkelt.
Die Art ist von anderen Vertretern der Gattung Exapion an den zweifarbig weiß und bräunlich beschuppten Flügeldecken in Verbindung mit der schmalen, seitlich zusammengedrückt erscheinenden Gestalt der Flügeldecken unterscheidbar. Die ähnlichen und nahe verwandten Exapion compactum und Exapion inexpertum leben nicht an Besenginster, sondern an Ginster- und Flügelginster-Arten (Gattung Genista).

## Verbreitung
Exapion fuscirostre ist in Vorderasien, Europa und Nordafrika heimisch. Die Art ist in Europa weit verbreitet, fehlt aber in Osteuropa (östlich bis in die Slowakei) In Mitteleuropa ist sie überall häufig. Ihr Vorkommen reicht im Norden bis nach Südschweden und nach England. In Portugal gibt es neben der Nominatform noch die Unterart Exapion fuscirostre flachi (Wagner, 1906). In Nordamerika wurde die Käferart 1964 eingeführt. Die ursprüngliche Population stammte aus Italien und wurde in Kalifornien ausgesetzt. Mittlerweile hat sie sich an der Westküste bis nach British Columbia im Norden etabliert.
Die Art ist in Mitteleuropa überall die häufigste Art der Gattung Exapion.

## Lebensweise
Die Käfer beobachtet man von April bis Oktober, hauptsächlich im Mai. Die Larven entwickeln sich in den Samen des Besenginsters (Sarothamnus scoparius), wobei jeweils eine Larve einen Samen zur Entwicklung benötigt. Sie wurden deshalb zur biologischen Schädlingsbekämpfung in Nordamerika eingeführt. Die Eiablage findet in die Hülsen der Wirtspflanzen statt. Zwischen 5 und 15 Tage nach der Eiablage schlüpfen die Larven. Diese durchlaufen in einem Zeitraum von 20–40 Tagen drei Larvenstadien. Die Verpuppung findet gewöhnlich in der dritten Juliwoche innerhalb der Hülse statt. Nach 10–20 Tagen erscheinen die Imagines. Diese überwintern dann an geschützten Orten im näheren Umkreis ihrer Wirtspflanzen, beispielsweise unter nahe gelegenem Laub.

## Natürliche Feinde
Die Erzwespe Pteromalus sequester gilt als ein Parasitoid der Käferlarven von Exapion fuscirostre.

## Gefährdung
Die Art gilt in Deutschland als ungefährdet.

## Taxonomie
In der Literatur finden sich folgende Synonyme:
- Apion fuscirostre (Fabricius, 1775)
- Curculio albovittatus Herbst, 1784
- Curculio melanopus Marsham, 1802
- Curculio venustus Herbst, 1795